# Roxana Stroe
Roxana Stroe aka Foxy Lady este o chitaristă, interpretă la muzicuță și cântăreață de blues din România.
Cantă la chitară de la vârsta de 13 ani, când a avut și prima ei formație de copii în Constanța, orașul unde a crescut.
A fost influențată de bluesman-ul AG Weinberger care a susținut-o foarte mult.
În perioada liceului a activat in trupa de fete Watchtower.
A cântat la chitară în cluburile din București ca invitata la jam session-uri alături de A.G Weinberger, Harry Tavitian, Eugen Caminschi, Berti Barbera, Florin Ochescu, Nightloosers etc.
În perioada facultății a activat în formația Split Blues Band, cântand în majoritatea cluburilor bucureștene. Tot în aceasta perioadă a făcut parte și din formația Harry Coradini Band.
Este singura chitaristă de blues din România.
În 2005-2006 a fost membră titulară în formația Mike & the Blue Spirits, cu care a scos albumul “Capra Vecinului” și cu care a avut turnee în toată România.
Tot în 2006 înregistrează cu formația Blue Spirits piesa “Prins în trafic”, ce se afla pe albumul „Romanian Tribute to Jimi Hendrix”.
În 2006-2007 a făcut parte din formația cantaretei de muzica pop, Nicola, concertând de asemeni în toată România.
Alte colaborări: Narcisa Suciu, Garbis Dedeian, Marius Popp, Direcția 5, Marius Popa, Cyfer.
Roxana Stroe a apărut ca invitată în următoarele emisiuni: Taverna, Timpul Chitarelor, Unora le place, Cronica Carcotașilor, Remix, Acadeaua, Intersis FM, Duminica în familie, Nimic Important, Tonomatul de pe 2.
În momentul de față  face parte din trupa Foxy Lady (titlu inspirat din piesa omonimă a lui Jimi Hendrix) ca band leader (vocalistă, chitaristă, și interpretă la muzicuță) alături de Cătălin Răsvan (bas) și Nicolae Georoiu (tobe).
Din când în când, a colaborat și cu tatăl ei, percuționistul Corneliu Stroe, în diferitele proiecte ale acestuia.